# Blatná Polianka
Blatná Polianka é um município da Eslováquia, situado no distrito de Sobrance, na região de Košice. Tem 9,99 km² de área e sua população em 2018 foi estimada em 163 habitantes.

## Demografia
| Ano:        | 1994 | 2004   | 2014   | 2024   |
| ----------- | ---- | ------ | ------ | ------ |
| Broj ljudi: | 190  | 173    | 167    | 172    |
| Razlika:    |      | -8,94% | -3,46% | +2,99% |

| Ano:               | 2023 | 2024   |
| ------------------ | ---- | ------ |
| Número de pessoas: | 177  | 172    |
| Diferença:         |      | -2,82% |